# Oxhagsbergets naturreservat
Oxhagsberget är ett berg och ett naturreservat i Vetlanda kommun i Jönköpings län i Småland.
Området är skyddat sedan 2006 och är 3,9 hektar stort. Det är beläget tre kilometer nordost om Lemnhult och består av en gammal beteshage, delvis omgiven av rasbranter med rikt växt- och djurliv.

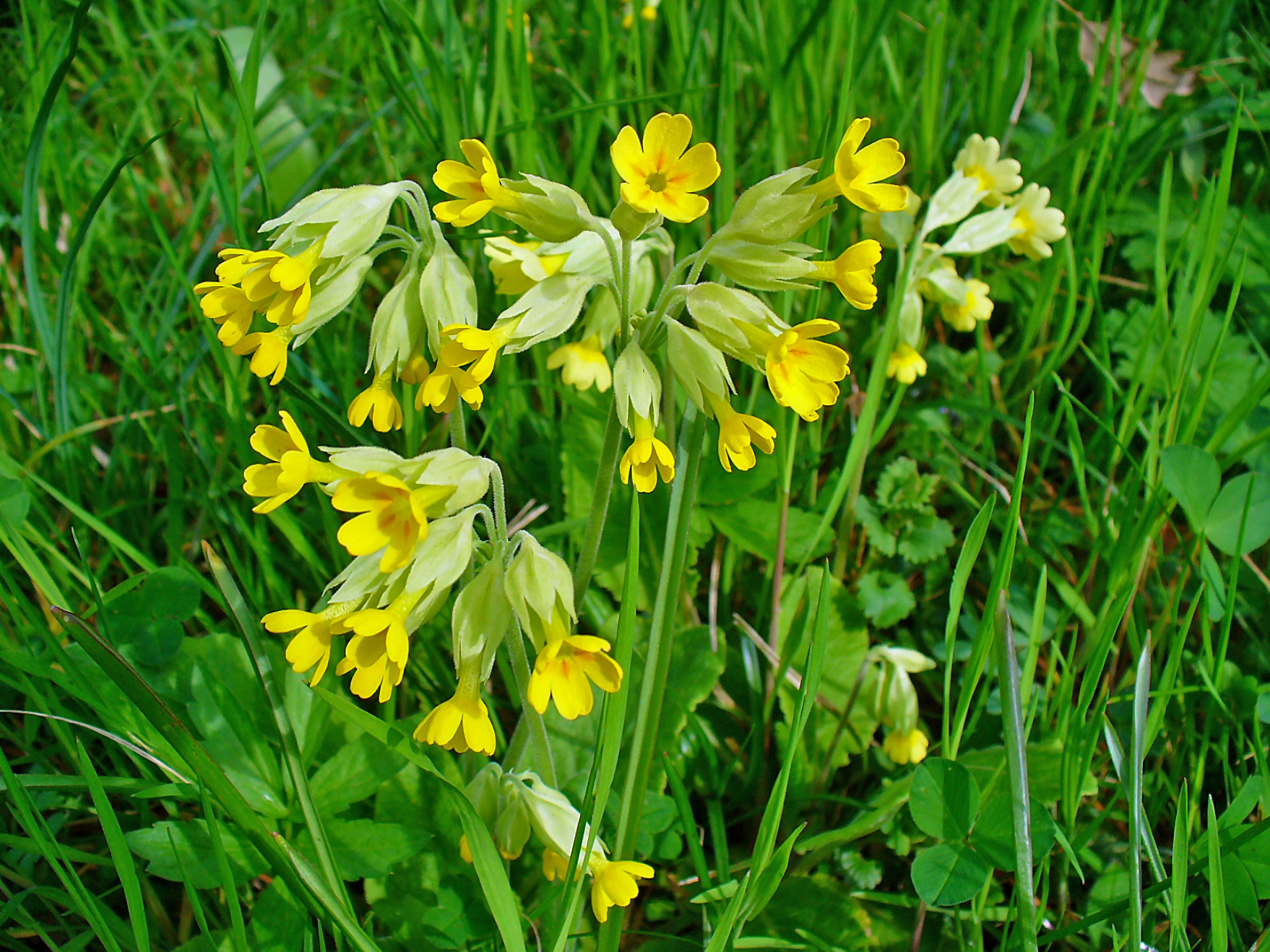
Gullviva

Berget höjer sig 30 meter över omgivningen. Från toppen har man fin utsikt över sjön Värnen. Berget omges av rasbranter som i sydläget innehåller en hel del gamla, döende ekar. Dessa är värdar för ovanliga lavar som skuggorangelav, violettbrun skivlav och gammeleklav. De döda ekarna är också värdar åt vedinsekter. I öster och norr växer äldre gran. I reservatet finns även inslag av lövträd. Området är en gammal beteshage En äng är känd för sina gullvivor.